# Suhl
Suhl è una città extracircondariale di 36 054 abitanti della Turingia, in Germania.
Si fregia del titolo di Waffenstadt (città delle armi).

## Geografia fisica
Il comune confina con Zella-Mehlis e Benshausen (entrambe appartenenti al circondario di Ilm) a nord, Dillstädt ad ovest, Gehlberg, Schmiedefeld am Rennsteig ad est e St. Kilian, Schmeheim e Oberstadt (tutte e tre del Circondario di Hildburghausen) a sud. Il confine con Schmiedefeld è segnato dal corso della Nahe, affluente della Schleuse.

## Storia
Il 1º gennaio 2019 venne aggregato alla città di Suhl il comune di Schmiedefeld am Rennsteig.

## Società

### Evoluzione demografica
Abitanti censiti

## Geografia antropica
Appartengono alla città di Suhl le frazioni di Albrechts, Dietzhausen, Goldlauter-Heidersbach, Heinrichs, Mäbendorf, Vesser e Wichtshausen.
Esse sono amministrate da un consiglio di frazione (Ortsteilrat) e da un sindaco di frazione (Ortsteilbürgermeister).

## Amministrazione

### Gemellaggi
Suhl è gemellata con:
- Bègles, dal 1962
- Kaluga, dal 1969
- České Budějovice, dal 1979
- Leszno, dal 1979
- Lahti, dal 1988
- Würzburg, dal 1988
- Smoljan, dal 1998